# Calendário etíope
O calendário etíope, também chamado de Calendário Eritreu (em amárico: የኢትዮጵያ ዘመን አቆጣጠር; yä'Ityoṗṗya zëmän aḳoṭaṭär), é o calendário principal usado na Etiópia e também serve como o ano litúrgico para os cristãos na Eritreia e Etiópia pertencentes à Igreja Eritreia Ortodoxa Tewahedo, Igreja Ortodoxa Etíope Tewahedo, Igrejas Orientais Católicas, a Igreja Ortodoxa Copta de Alexandria, e Evangelismo Etíope-Eritrino (Os protestantes etíopes-eritreus na diáspora geralmente usam os calendários etíope e gregoriano para fins litúrgicos, celebrando feriados religiosos duas vezes).

## Dias do Ano Novo
Enkutatash é a palavra para o Ano Novo Etíope em Amárico, a língua oficial da Etiópia, enquanto é chamada de Ri'se Awde Amet ("Aniversário da Cabeça") em Ge'ez, o termo preferido pelas Igrejas Ortodoxas Etíopes e Eritréias Tewahedo. Ocorre em 11 de setembro no calendário gregoriano; exceto no ano anterior a um ano bissexto, quando ocorre em 12 de setembro. O Ano do Calendário Etíope de 1998 Amätä Məhrät ("Ano da Misericórdia") começou no Ano Gregoriano em 11 de setembro de 2005. No entanto, os Anos Etíopes de 1992 e 1996 começaram nas Datas Gregorianas de '12 de setembro de 1999' e '2003' respectivamente.
Esta correspondência de data aplica-se para os anos gregorianos de 1900 a 2099. O ano bissexto etíope é a cada quatro, sem exceção, enquanto os anos centuriais gregorianos são apenas anos bissextos quando exatamente divisíveis por 400; assim, um conjunto de datas correspondentes será aplicado com mais frequência por um único século. Como o ano Gregoriano de 2000 é um ano bissexto, a correspondência atual dura dois séculos.
O início do ano etíope (Festa de El-Nayrouz) ocorre em 29 ou 30 de agosto (no ano anterior ao ano bissexto juliano). Esta data corresponde ao calendário juliano à moda antiga; portanto, o início do ano foi transferido para a frente no Calendário Gregoriano atualmente usado para 11 ou 12 de setembro (no ano anterior ao ano bissexto juliano)

## Meses
| Língua ge'ez, tigrínia e amárica (com sufixos amáricos entre parênteses) | Língua copta          | Datas de início no calendário juliano (calendário antigo) | Datas de início no calendário gregoriano [válidas de março de 1900 até fevereiro de 2100] | Data de início gregoriana em um ano após o dia bissexto da Etiópia |
| ------------------------------------------------------------------------ | --------------------- | --------------------------------------------------------- | ----------------------------------------------------------------------------------------- | ------------------------------------------------------------------ |
| Mäskäräm (መስከረም)                                                         | Tut (Thout)           | 29 de Agosto                                              | 11 de Setembro                                                                            | 12 de Setembro                                                     |
| Ṭəqəmt(i) (ጥቅምት)                                                         | Babah (Paopi)         | 28 de Setembro                                            | 11 de Outubro                                                                             | 12 de Outubro                                                      |
| Ḫədar (ኅዳር)                                                              | Hatur (Hator)         | 28 de Outubro                                             | 10 de Novembro                                                                            | 11 de Novembro                                                     |
| Taḫśaś ( ታኅሣሥ)                                                           | Kiyahk (Koiak)        | 27 de Novembro                                            | 10 de Dezembro                                                                            | 11 de Dezembro                                                     |
| Ṭərr(i) (ጥር)                                                             | Tubah (Tobi)          | 27 de Dezembro                                            | 9 de Janeiro                                                                              | 10 de Janeiro                                                      |
| Yäkatit (Tn. Läkatit) (የካቲት)                                             | Amshir (Meshir)       | 26 de Janeiro                                             | 8 de Fevereiro                                                                            | 9 de Fevereiro                                                     |
| Mägabit (መጋቢት)                                                           | Baramhat (Paremhat)   | 25 de Fevereiro                                           | 10 de Março                                                                               | 10 de Março                                                        |
| Miyazya (ሚያዝያ)                                                           | Baramundah (Parmouti) | 27 de Março                                               | 9 de Abril                                                                                | 9 de Abril                                                         |
| Gənbo (t) (ግንቦት)                                                         | Bashans (Pashons)     | 26 de Abril                                               | 9 de Maio                                                                                 | 9 de Maio                                                          |
| Säne (ሰኔ)                                                                | Ba'unah (Paoni)       | 26 de Maio                                                | 8 de Junho                                                                                | 8 de Junho                                                         |
| Ḥamle (ሐምሌ)                                                              | Abib (Epip)           | 25 de Junho                                               | 8 de Julho                                                                                | 8 de Julho                                                         |
| Nähase (ነሐሴ)                                                             | Misra (Mesori)        | 25 de Julho                                               | 7 de Agosto                                                                               | 7 de Agosto                                                        |
| Ṗagʷəmen/Ṗagume (ጳጐሜን/ጳጉሜ)                                               | Nasi (Pi Kogi Enavot) | 24 de Agosto                                              | 6 de Setembro                                                                             | 6 de Setembro                                                      |

Essas datas são válidas apenas de março de 1900 a fevereiro de 2100. Isso ocorre porque 1900 e 2100 não são anos bissextos no calendário gregoriano, enquanto ainda são anos bissextos no calendário etíope, ou seja, datas anteriores a 1900 e após 2100 serão compensadas. 
Todos os meses no Calendário Etíope tem 30 dias, exceto o último mês que possui 5 ou 6 dias, dependendo se o ano é bissexto ou não.